# Patizon

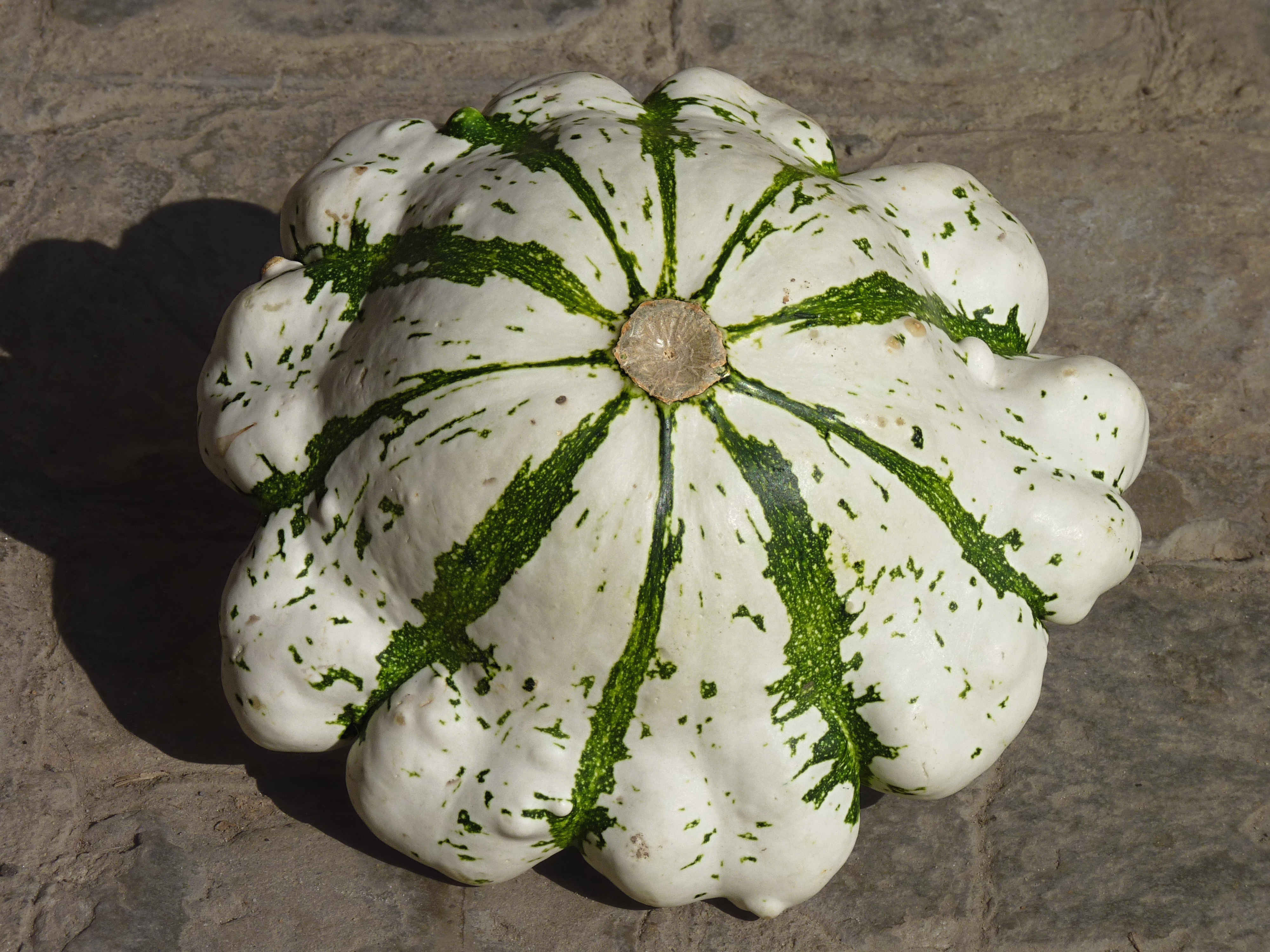
Plod patizonu, strakatý kultivar

Patizon je kultivar tykve obecné (Cucurbita pepo var. patissoniana) z čeledi tykvovitých a její plod, zelenina tvaru zploštělého bílého či oranžového disku. Patizonů je řada barvou i tvarem odlišných druhů.
Plody dalších kultivar tykve obecné jsou například oranžová dýně nebo cuketa, ale příbuzný jim není baklažán (lilek), plod rostliny z čeledi lilkovitých.

## Pěstování

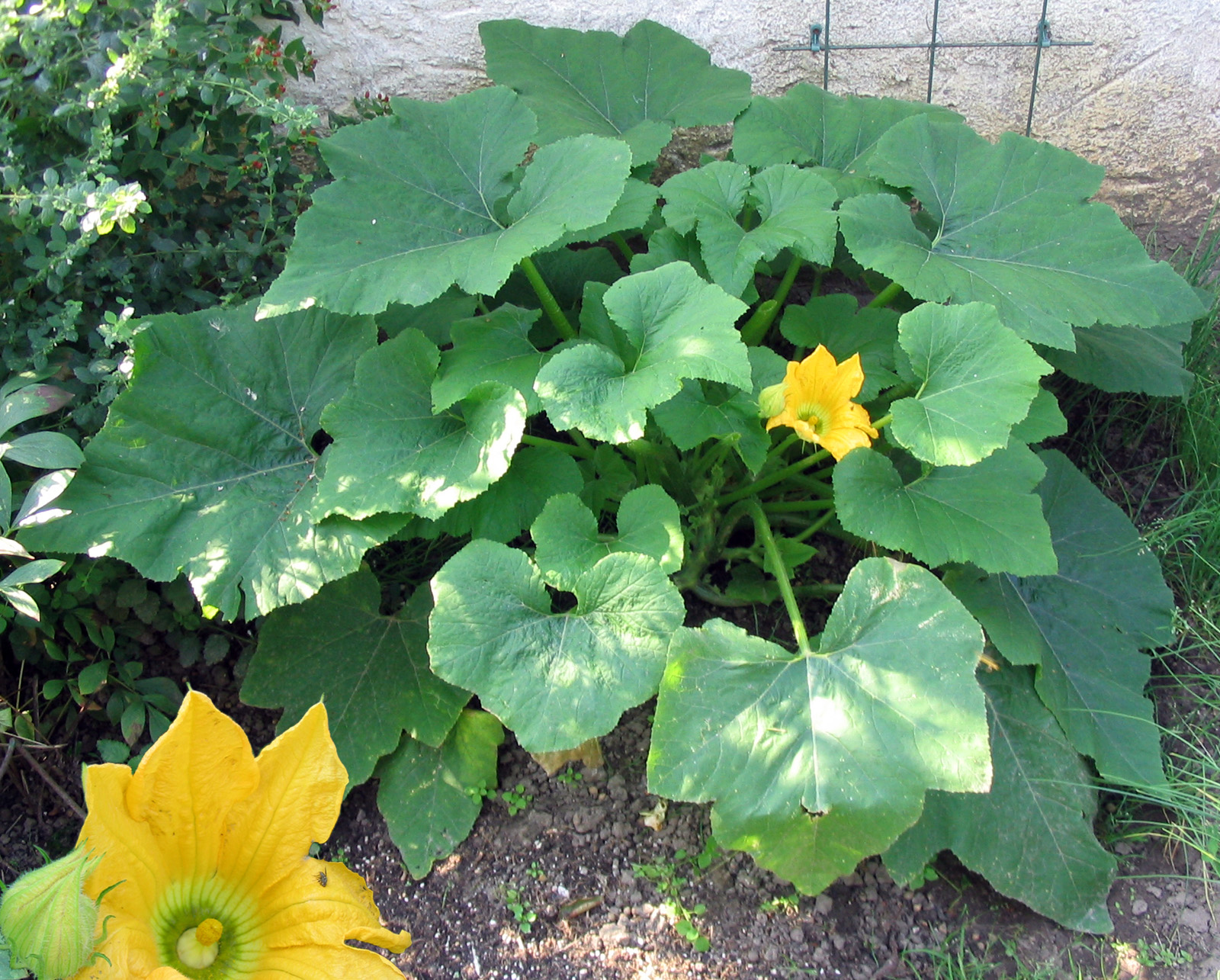
Rostlina v květu

Pěstují se ze semen setých brzy z jara do vlhké půdy. Mají se přihnojovat nejlépe kompostem, lze i umělými hnojivy. Vegetační doba je 70 dní. Je lépe sklízet plody nedozrálé, pak vydrží delší skladování.

## Vhodné úpravy
Dužina je spíše moučná, k přímé konzumaci jsou lepší patizony dozrálé. Lze je jíst i se semeny a slupkou. Patizony jsou upravitelné mnoha způsoby. Vaří se v páře či ve vodě, dusí, smaží i pečou.  Patizony se mohou také nakládat do sladkokyselého nálevu. Velmi zajímavou delikatesou jsou malé nakládané patizonky.[zdroj?]